# 上柳喜右衛門
12代 上柳 喜右衛門（うえやなぎ / うえやぎ きうえもん、1849年10月26日（嘉永2年9月11日）- 1923年（大正12年）9月2日）は、日本の地主・実業家・政治家。衆議院議員、長野県下伊那郡飯田町長。旧名・久嗣、幼名・益太郎。

## 経歴
信濃国伊那郡飯田伝馬町（長野県下伊那郡飯田町を経て現飯田市伝馬町）で、酒造業・10代上柳喜右衛門の二男として生まれる。和漢学、算術を修めた。兄・喜一（久休〈ひさしげ〉、11代喜右衛門）の養子となり、その後、12代喜右衛門を襲名した。
1879年（明治12年）飯田町会議員に選出され（8期在任）、1891年（明治24年）下伊那郡会議員（2期在任）、1899年（明治32年）飯田町長（2期在任）にそれぞれ選出された。1900年（明治33年）飯田町消防組頭を兼務して6年間在任した。1907年（明治40年）長野県会議員に就任した。
1908年（明治41年）5月、第10回衆議院議員総選挙で長野県郡部から選出された立川雲平の議員辞職に伴い、1909年（明治42年）9月に行われた補欠選挙で当選し、立憲政友会所属で衆議院議員を1期務めた。
実業界では、百十七銀行頭取、飯田貯蓄銀行頭取、伊那電車軌道取締役などを務めた。また、日本赤十字社の活動にも関わり、正社員、長野県支部委員、特別社員などを務めた。
伊那地方の中等教育の振興にも尽力し、高等女学校設立準備委員、中学校独立委員に在任した。

## 栄典
- 1893年（明治26年）6月17日 - 日本赤十字社特別社員章[7]